# فوشه
روستای فوشه در جنوب غربی شهرستان فومن در مختصات جغرافیایی ۴۹ درجه و ۶دقیقه و ۳۱ ثانیه تا ۴۹ درجه و ۱۷ دقیقه طول شرقی و در ۳۷ درجه تا ۳۷ درجه و ۷ دقیقه و ۲۷ ثانیه عرض شمالی قرار گرفته و دارای مساحت ۸۲ کیلومتر مربع می‌باشد.
از جنوب و جنوب غربی و غرب به جنگل‌ها و ارتفاعات و کوهستان‌های زیبا و از شرق و شمال شرقی به روستاهای حیدر الات و قلعه رودخان منتهی می‌شود.
این روستا با توجه به پراکنده بودن خانه‌های روستایی تقریباً شبهه یک روستا ی خطی می‌باشد که رودخانه یا دره دائمی این حوضه آبخیز روستا را تقریباً به دو قسمت شمالی و جنوبی تقسیم نموده‌است که مناطق مسکونی در دو طرف رودخانه به صورت پراکنده و خطی استقرار یافته‌اند.
اختلاف ارتفاع نسبت به سطح دریا در نقطه خروجی رودخانه ۱۷۵ متر و در مناطق مسکونی بالا دست ۳۷۰ متر بوده و بلندترین ارتفاعات این روستا تا ۲۸۰۰ متر نیز می‌رسد
روستای فوشه از ابتدای ورودی تا انتها و جایی که دیگر مناطق مسکونی وجود ندارد با داشتن تراس‌های رودخانه‌ای در دو طرف رودخانه و همچنین تراس‌های یخچالی به جای مانده از گذشته دارای چشم‌اندازهای بسیا زیبا می‌باشد که اخیراً تعداد زیادی گردشگر را به خود جذب نموده‌است وجود پوشش گیاهی و جنگل‌های بکر در ارتفاعات قسمت جنوبی شمالی و غربی و همچنین باغ‌های چای در دامنه‌ها بر جذابیت این روستا افزوده‌است این روستا بیش از ۲۰۰ خانوار جمعیت دارد که شغل اکثر مردم چایکاری می‌باشد در کنار چایکاری تعدادی شالیکار و دامدار نیز هستند
فاصله روستا تا دهستان گوراب پس ۱۰ کیلومتر و تا شهرستان فومن ۲۲ کیلومتر می‌باشد.

## محله‌ها
روستای فوشه دارای محله‌های کوچکی از ورودی به نام‌های جراویر، مشه، سله، نظرآلات، توت باغ، عبدالله روبار، اسپی سیکین، فوشه، لیلی سرا، شاویزن، خرنش للکی پرده سر، ولی نایه بوده که هر کدام از این محلات دارای زیبای خاص خودشان می‌باشند.
خارج از این محلات مناطقی را که می‌توان برای گردشگری از آن استفاده نمود عبارتند از: تراس‌های رودخانه‌ای از ابتدا تا انتهای روستا و در دو قسمت رودخانه و حتی مناطق مرتفع تر وجود دارند. آبگیرهای شنا و پر آب که در فصل تابستان برای شنا از آن‌ها استفاده می‌شود.
وجود جنگل‌های بکر و دیدنی در حاشیه رودخانه‌ها و مناطقی در نقاط مرتفع کنار رودخانه و جنگل و مرتع به نام‌های دریا لات، کله ماسون، ریحانه، شهرگاه، آقا شیخ جمال که بقعه‌ای است در دل جنگل‌های بکر فوشه و در کنار تراس رودخانه‌ای که درختان شمشاد آن را احاطه کرده‌اند که هم زیارتی است وهم محیط بسیار زیبایی برای کوهپیمایی عمومی است و بعد از آن انار دشته و اسکاسون و لیسندی و سپس غار خون فوشه که در ارتفاع ۹۰۰ متری از سطح دریا قرار دارد غار خون فوشه با دهلیزها و دالان‌های متعدد در قلب جنگل‌های زیبای فوشه قرار گرفته که اخیراً نیز توسط نگارنده در ثبت غارهای ایران ثبت گردیده‌است. و بعد از این غار ارتفاعات خون، برنا، دایلسر، دزد بن، مناره کل، تیکا و از مناطق بسیار زیبا هستند که برای کوهنوردی وصعودهای ورزشی مناسبند. فوشه با توجه به خطی بودن و رودخانه پر آب و دائمی که دارد و وجود مناطقی که نام برده شد می‌تواند منطقه بسیار مناسبی برای جذب گردشگر در فصول مختلف باشد.

## نگارخانه

نمای روستای فوشه
غار خون فوشه
طبیعت روستای فوشه
نمای روستای فوشه
غار خون فوشه